# 1501 no Brasil
Esta é uma cronologia dos fatos ocorridos no ano 1501 no Brasil.

## Eventos

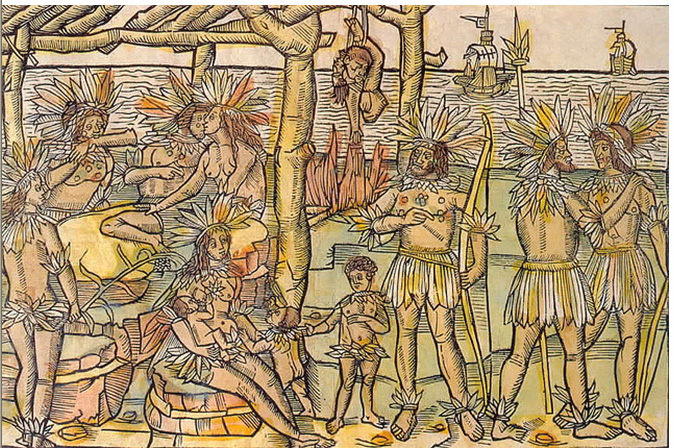
Gravura retratando a antropofagia observada por Américo Vespúcio no Brasil na Primeira Expedição Exploradora (1501-1502)

Observação: Nesse ano, 1501, a expedição tinha por um dos propósitos nomear os elementos encontrados no território.
- Expedição exploratória à costa do Brasil, com o genovês Américo Vespúcio.
- Chegada de portugueses ao litoral brasileiro, desta vez na praia de Pontas de Pedras, em Goiana.
- 13 de julho: A expedição marítima de Pedro Álvares Cabral regressa para Lisboa, após a descoberta do Brasil e da visita à Índia.
- 24 de agosto - Canibalismo de grumetes por nativos em terras não exploradas ainda no litoral do Rio Grande do Norte.[2]
- 16 de agosto: O Cabo de São Roque é descoberto.
- 4 de outubro: A frota de André Gonçalves e Américo Vespúcio descobre o rio São Francisco.
- 1 de novembro: A Baía de Todos os Santos é descoberta pelos portugueses no litoral brasileiro.